# Massac-Séran
Massac-Séran település Franciaországban, Tarn megyében. Lakosainak száma 493 fő (2022. január 1.). Massac-Séran Lavaur, Marzens, Pratviel és Teyssode községekkel határos.

## Népesség
A település népességének változása:
| Lakosok száma | 344  | 371  | 393  | 386  | 382  | 405  | 432  | 462  | 493  |
|               | 2013 | 2015 | 2016 | 2017 | 2018 | 2019 | 2020 | 2021 | 2022 |